# Landschaftsschutzgebiet Liesing (Teil A, B und C)
Landschaftsschutzgebiet Liesing (Teil A, B und C) este o arie protejată (arie specială de conservare — SAC, sit de importanță comunitară — SCI, arie de protecție specială avifaunistică — SPA) din Austria întinsă pe o suprafață de 639 ha, integral pe uscat.

## Localizare
Centrul sitului Landschaftsschutzgebiet Liesing (Teil A, B und C) este situat la coordonatele 48°08′49″N 16°14′18″E / 48.1469°N 16.2383°E.

## Înființare
Situl Landschaftsschutzgebiet Liesing (Teil A, B und C) a fost declarat sit de importanță comunitară în decembrie 1997 pentru a proteja 2 specii de plante și 31 de specii de animale. Alte tipuri de protecție:
- arie de protecție specială avifaunistică (în decembrie 1997)
- arie specială de conservare (în octombrie 2007)[1][2][3]

## Biodiversitate
Situată în ecoregiunea continentală, aria protejată conține 15 habitate naturale: Pajiști uscate seminaturale și facies de acoperire cu tufișuri pe substraturi calcaroase (Festuco-Brometalia) (* situri importante pentru orhidee), Pajiști cu Molinia pe soluri calcaroase, turboase sau argilos-nămoloase (Molinion caeruleae), Fânețe de joasă altitudine (Alopecurus pratensis, Sanguisorba officinalis), Mlaștini alcaline, Grohotișuri medio-europene calcaroase, de la nivel colinar și montan, Păduri de fag Luzulo-Fagetum, Păduri de fag Asperulo-Fagetum, Păduri de fag din Europa Centrală dezvoltate pe sol calcaros cu Cephalanthero-Fagion, Păduri de stejar sau de stejar și carpen sub-atlantice și medio-europene de Carpinion betuli, Păduri de stejar și carpen Galio-Carpinetum, Păduri pe pante, grohotișuri și ravene de Tilio-Acerion, Păduri aluvionare cu Alnus glutinosa și Fraxinus excelsior (Alno-Padion, Alnion incanae, Salicion albae), Păduri panonice cu Quercus petraea și Carpinus betulus, Păduri panonice cu Quercus pubescens, Păduri de pin (sub-) mediteraneene cu pini negri endemici.
La baza desemnării sitului se află mai multe specii protejate:
- plante (2): Himantoglossum adriaticum, sisinei (Pulsatilla grandis)
- păsări (20): ciocârlie-de-câmp (Alauda arvensis), porumbel de scorbură (Columba oenas), prepeliță (Coturnix coturnix), cristeiul de câmp (Crex crex), ciocănitoarea de stejar (Dendrocopos medius), ciocănitoare de grădină (Dendrocopos syriacus), ciocănitoare neagră (Dryocopus martius), șoimul rândunelelor (Falco subbuteo), muscar-gulerat (Ficedula albicollis), sfrâncioc roșiatic (Lanius collurio), grelușelul-de-tufiș (Locustella fluviatilis), Locustella naevia, ciocârlie de pădure (Lullula arborea), grangur (Oriolus oriolus), viespar (Pernis apivorus), codroșul de pădure (Phoenicurus phoenicurus), ciocănitoare verzuie (Picus canus), mărăcinar negru (Saxicola torquatus), turturică (Streptopelia turtur), silvie de câmp (Sylvia communis)
- amfibieni (2): izvoraș-cu-burta-galbenă (Bombina variegata), Triturus carnifex
- mamifere (3): liliac cârn (Barbastella barbastellus), castor (Castor fiber), liliacul mic cu potcoavă (Rhinolophus hipposideros)
- nevertebrate (5): croitorul mare al stejarului (Cerambyx cerdo), Euplagia quadripunctaria, rădașcă (Lucanus cervus), fluturele purpuriu (Lycaena dispar), Rosalia alpina
- pești (1): zglăvoacă (Cottus gobio)

Pe lângă speciile protejate, pe teritoriul sitului au mai fost identificate 27 de specii de plante, 4 specii de păsări, 4 specii de amfibieni, 3 specii de mamifere, 12 specii de nevertebrate, 2 specii de pești, 2 specii de reptile.